# Euagoras Christofī
Euagoras Christofī (in greco: Ευαγόρας Χριστοφή; 28 giugno 1961) è un ex calciatore cipriota, di ruolo difensore.

## Carriera

### Club
Ha giocato nella massima serie cipriota con l'Omonia Nicosia.

### Nazionale
Ha esordito con la nazionale cipriota nel 1985, giocando 25 partite fino al 1994.